# Besleria patrisii
Besleria patrisii är en tvåhjärtbladig växtart som beskrevs av Dc.. Besleria patrisii ingår i släktet Besleria och familjen Gesneriaceae. Inga underarter finns listade i Catalogue of Life.